# Toyin Agbetu
 (septembre 2022).
Toyin Agbetu, également connu sous le nom d' Oluwatoyin Agbetu  est un militant des droits sociaux britannique nigérian, éducateur communautaire et cinéaste, qui a fondé en 2000 le groupe panafricain Ligali.

## Manifestation à l'abbaye de Westminster
Le 27 mars 2007, Agbetu a organisé une manifestation lors d'un service religieux à l'abbaye de Westminster organisé pour commémorer le 200e anniversaire de la loi de 1807 sur l'abolition de la traite des esclaves en Grande-Bretagne. La reine Elizabeth II était présente à cet événement qui célébrait la décision du gouvernement britannique de mettre fin à la traite atlantique des esclaves,.
Agbetu s'est faufilé entre les gardes de sécurité durant la cérémonie de 2007 et s'est introduit dans la zone ouverte devant l'autel de l'église, se tenant à trois mètres de la reine et criant que le service était une insulte aux  descendants d'Africains. Dans des entretiens ultérieurs, il a qualifié le service d'exercice d'auto-satisfaction pour ceux qui promeuvent l'oppression et ceux qui continuent d'empêcher la liberté sociale et intellectuelle des peuples opprimés. Il cria à la reine : « Vous devriez avoir honte. Nous ne devrions pas être ici. C'est une insulte pour nous. Je veux que tous les chrétiens qui sont Africains sortent d'ici avec moi !"  Il a menacé les fonctionnaires qui tentaient de l'escorter loin de la reine en criant "Je vais te frapper !", alors qu'on l'expulsait de l'église.
Le Crown Prosecution Service a indiqué qu'aucune plainte ne serait déposée contre lui.
À partir de la fin de 2007, Agbetu a écrit une chronique hebdomadaire intitulée «Nyansapo» pour le journal New Nation et, en 2009, a lancé une émission de radio communautaire interactive hebdomadaire appelée Pan African Drum. Il est également l'auteur de publications parmi lesquelles Ukweli - A Political and Spiritual Basis for Pan Africanism (2010), Revoetry - Poems from an African British Perspective (2010) et The Manual: The Rules for Men (2002).
Après avoir fondé en 2000 la Ligali Organisation, dans le but de remettre en question les représentations médiatiques négatives de la communauté afro-britannique, Agbetu a démissionné en 2010 de la direction de Ligali pour en devenir le conservateur-administrateur. tout en continuant à lutter pour une voix panafricaine pour les opprimés. Comme décrit sur son site Web (ligali.org), Ligali est "une organisation bénévole panafricaine, axée sur les droits de l'homme et à but non lucratif. Nous travaillons pour l'émancipation socio-politique et spirituelle des Africains avec un héritage provenant directement de l'Afrique ou indirectement via les communautés diasporiques africaines, comme celles des Caraïbes et d'Amérique du Sud."
Parmi les autres initiatives d'Agbetu figurent "The Stuff You Should Know", un projet visant à informer les jeunes de leurs droits, la campagne "No N Word" (axée sur l'arrêt de l'utilisation généralisée et la récupération négative du "N word" dans les médias et institutions sociales), et soutien à la mise en place d'une "Journée du Souvenir Africain" nationale.
En 2014, il a réalisé le film Beauty Is...,, qui traite des réponses à la question « Qu'est-ce que la beauté ? » dans une perspective africaine,,.
En février 2021, Agbetu a été nommé à la commission du maire de Londres pour la diversité dans le domaine public . Sa démission de la Commission a été annoncée le 25 février à la suite d'accusations d'antisémitisme dans des déclarations précédentes,. Agbetu aurait déclaré: "J'ai volontairement décidé de me retirer du poste avant d'être invité, pour aider à réduire les attaques contre le travail important de la commission, mais je n'ai aucune intention de laisser des mensonges aussi scandaleux être proférés contre moi." 